# 한빛초등학교
한빛초등학교는 대한민국 경기도 파주시에 있는 공립 초등학교이다. 이 학교의 위인으로는 이준우가 있다

## 학교 연혁
- 2009. 04. 23 한빛초등학교 설립 인가
- 2010. 03. 01 한빛초등학교 개교
- 2010. 03. 01 제1대 심점순님 교장으로 취임
- 2010. 03. 01 16학급 편성(596명)
- 2010. 03. 01 경기도교육청 혁신학교 지정 운영
- 2010. 03. 02 제1회 입학식(남 66명, 여 55명 계: 121명)
- 2010. 03. 09 제1회 한빛초등학교 병설유치원 입학식(만 5세 58명)
- 2010. 03. 17 28학급 편성(623명)
- 2011. 02. 15 제1회 한빛초등학교 병설 유치원 졸업식(만 5세 55명)
- 2011. 02. 16 제1회 졸업식(남 42명, 여 64명 계 106명)
- 2011. 03. 01 34학급 편성(793명)(특수학급 1학급 포함)
- 2011. 03. 01 경기도교육청지정 2009 개정교육과정 선도학교 운영
- 2011. 03. 01 경기도교육청 초등 합창 교과특성화학교 지정
- 2011. 03. 01 한빛초등학교 부설 지역공동 영재학급 (1학급)
- 2011. 03. 02 제2회 입학식(남 96명, 여 73명 계:169명) 누계: 290명
- 2011. 03. 04 제2회 한빛초등학교 병설유치원 입학식(만 5세 49명)
- 2011. 03. 17 35학급 편성(804명)(특수학급 1학급 포함)
- 2012. 02. 10 제2회 한빛초등학교 병설유치원 졸업식(만5세 53명)
- 2012. 02. 17 제2회 졸업식(남 72명, 여 48명 계: 120명) 누계:226명
- 2012. 03. 01 36학급 편성(특수학급 1학급 포함)
- 2012. 03. 01 '더불어사는 평화교육' 선도학교운영
- 2012. 03. 01 한빛초등학교 부설 영재학급(1학급)
- 2012. 03. 01 경기도교육청 초등 합창 교과특성화학교 지정
- 2012. 03. 02 제3회 입학식(남 93명, 여 79명 계:172명) 누계: 462명
- 2012. 03. 07 제3회 한빛초등학교 병설유치원 입학 (만 5세 54명)
- 2013. 02. 06 제3회 한빛초등학교 병설 유치원 졸업식 (남 20, 여 33명 계 53명) 누계: 161명
- 2013. 02. 07 제3회 졸업식(남 119, 여 103명 계 222명) 누계 : 448명
- 2013. 03. 04 49학급 편성(특수학급 1학급 포함)
- 2014. 02. 18 제4회 졸업장 수여(졸업생 219명)
- 2014. 03. 01 48학급 편성(1650명), 유치원5학급, 특수학급1학급
- 2014. 03. 01 제2대 한양수님 교장으로 취임
- 2014. 03. 01 제2기 혁신학교 지정
- 2015. 02. 13 제5회 졸업장 수여 (졸업생 185명)
- 2015. 03. 01 56학급 편성 (1890명), 특수 1학급, 유치원 5학급(112명)
- 2016. 02. 05 제6회 졸업장 수여 (졸업생 283명)
- 2016. 03. 01  62학급 편성 (1850명), 특수 1학급, 유치원 5학급
- 2016. 03. 01 제3대 김우석님 교장님으로 취임
- 2017. 02. 10 제7회 졸업장 수여 (졸업생 279명
- 2017. 03. 01  62학급 편성 (1840명), 특수 1학급, 유치원 5학급